# Daniel Studer (Kunsthistoriker)
Daniel Studer (auch Daniel Studer-Geisser; * 1955) ist ein Schweizer Kunsthistoriker. Er war Direktor des Historischen und Völkerkundemuseums St. Gallen.

## Leben und Wirken
Daniel Studer studierte an der Universität Zürich Kunstgeschichte, Mittelalter- und Schweizergeschichte und Historische Hilfswissenschaften. Seine Schwerpunkte lagen auf dem 19. und 20. Jahrhundert und besonders dem Jugendstil. 1992 wurde er mit einer Arbeit über die Holzschneiderin, Lithografin und Malerin Martha Cunz zum Dr. phil. promoviert.
Von 2002 bis 2021 war er Direktor des Historischen und Völkerkundemuseums St. Gallen. Während seiner Amtszeit wurden das frühere Historische Museum und das Völkerkundemuseum ab 2004 unter dem Namen «Historisches und Völkerkundemuseum» zusammengelegt. Bis 2008 wurde die Neuorganisation mit der Gliederung in ursprünglich vier Abteilungen weitestgehend abgeschlossen. Es fanden 83 künstlerische, ethnologische und historische Ausstellungen statt. Vor seine Pensionierung organisiert er eine Ausstellung über Gustav Klimt.
Daniel Studer ist verheiratet mit Isabella Studer-Geisser und hat eine Tochter.

## Schriften
- mit Isabella Studer-Geisser: Gossau – gestern und heute. Gossau 1988, DNB 963914227.
- mit Isabella Studer-Geisser: Augustin Meinrad Bächtiger. Cavelti, Gossau 1988, ISBN 3-85603-003-4.
- Ortsbildinventar der Gemeinde Gaiserwald. Gaiserwald 1990, DNB 941883868.
- Stadt Rorschach, Ortsbilder und Kulturobjekte. Löpfe-Benz, Rorschach 1991, ISBN 3-85819-160-4.
- Martha Cunz (1876–1961). Leben und Werk. Zentralstelle der Studentenschaft, Zürich 1992, DNB 930177819.
- Martha Cunz (1876–1961). Das graphische Werk. VGS Verlagsgemeinschaft, St. Gallen 1993, ISBN 3-7291-1071-3.
- Das Städtchen Lichtensteig im Toggenburg. GSK, Bern 1995, ISBN 3-85782-577-4.
- mit Peter Röllin: St. Gallen. Separatdruck aus Band 8 der Reihe Inventar der neueren Schweizer Architektur 1850–1920. Orell Füssli, Zürich 1996, DNB 969272774. Neuauflage: GKS, Bern 2003, ISBN 3-9520597-2-2.
- mit Isabella Studer-Geisser (Hrsg.): Die Sturzeneggersche Gemäldesammlung. Kunstmuseum, St. Gallen 1998, DNB 95624100X.
- (Hrsg.): Das ehemalige Kloster St. Johann im Thurtal. GSK, Bern 2002, ISBN 3-85782-709-2.
- mit Isabella Studer-Geisser (Hrsg.): Iranische Flachgewebe. Ausstellungskatalog. Historisches und Völkerkundemuseum, St. Gallen 2004, ISBN 3-9520597-5-7.
- mit Isabella Studer-Geisser: Sankt-Galler Jugendstil. Historisches und Völkerkundemuseum, St. Gallen 2004, ISBN 3-9520597-3-0.
- Der Bildhauer August Bösch. Historisches und Völkerkundemuseum, St. Gallen 2004, ISBN 3-9520597-4-9.
- (Hrsg.): Kunst und Kulturführer Kanton St. Gallen. Thorbecke, Ostfildern 2005, ISBN 3-7995-0153-3.
- Faszination Farbholzschnitt. Ausstellungskatalog. VGS Verlagsgenossenschaft, St. Gallen 2016, ISBN 978-3-7291-1152-3.
- mit Daniel Mettler (Hrsg.): Made of beton. Birkhäuser, Basel 2018, ISBN 978-3-0356-1444-2,
- (Hrsg.): Berufswunsch Malerin! Elf  Wegbereiterinnen der Schweizer Kunst aus 100 Jahren. Ausstellungskatalog. FormatOst, Schwellbrunn 2020, ISBN 978-3-03895-024-0.
- mit Tobias G. Natter (Hrsg.): Klimt und Freunde. Ausstellungskatalog. FormatOst, Schwellbrunn 2021, ISBN 978-3-03895-028-8.